# Nicholas Colasanto
Nicholas Colasanto (Providence, 19 gennaio 1924 – Los Angeles, 12 febbraio 1985) è stato un attore e regista statunitense.
È noto soprattutto per l'interpretazione di Ernie Pantusso nelle prime tre stagioni del telefilm Cin Cin.

## Biografia
Dopo aver studiato alla Bryant University, Nicholas Colasanto partecipò alla seconda guerra mondiale. Per circa 20 anni ebbe problemi di alcolismo, sino alla metà degli anni settanta, quando gli furono diagnosticati gravi disturbi cardiaci che prima ne pregiudicarono la carriera e che lo portarono infine alla morte.
In Toro scatenato (1980) ebbe il suo ultimo ruolo significativo sul grande schermo. Quando accettò la parte di Ernie Pantusso nella sit com Cin cin, aveva quasi deciso di ritirarsi dalle scene. I suoi problemi di salute (perdita di peso, difficoltà a ricordare le battute) diventarono evidenti nel corso della lavorazione della terza stagione del telefilm. Colasanto morì nella parte finale della stagione, ed il suo personaggio non apparve in alcune delle puntate conclusive. L'assenza venne motivata con un breve viaggio del personaggio. Nella prima puntata della quarta stagione, invece, i personaggi discutono della morte di Ernie Pantusso.
Colasanto fu anche regista, dirigendo un episodio della quarta stagione del telefilm Starsky & Hutch, uno della prima stagione della serie CHiPs e un altro della serie Colombo.

## Filmografia parziale

### Attore

#### Cinema
- Tutti cadranno in trappola (The Counterfeit Killer), regia di Joseph Lejtes (1968)
- Città amara - Fat City (Fat City), regia di John Huston (1972)
- Detective fra le piume (The Manchu Eagle Murder Caper Mystery), regia di Dean Hargrove (1975)
- Complotto di famiglia (Family Plot), regia di Alfred Hitchcock (1976)
- Toro scatenato (Raging Bull), regia di Martin Scorsese (1980)

#### Televisione
- Sotto accusa (Arrest and Trial) – serie TV, episodio 1x12 (1963)
- Ben Casey – serie TV, episodio 4x06 (1964)
- Le spie (I Spy) – serie TV, 3 episodi (1965-1966)
- I giorni di Bryan (Run for Your Life) – serie TV, 4 episodi (1966-1967)
- Le strade di San Francisco (The Streets of San Francisco) – serie TV, episodio 1x14 (1973)
- Cin cin (Cheers) – serie TV, 70 episodi (1982-1985)

### Regista

#### Televisione
- Colombo (Columbo) – serie TV, episodi 2x01-3x07 (1972-1974)

## Doppiatori italiani
Nelle versioni in italiano delle opere in cui ha recitat, Nicholas Colasanto è stato doppiato da:
- Sergio Fiorentini in Le strade di San Francisco, Toro scatenato
- Roberto Bertea in Complotto di famiglia
- Mimmo Craig in Cin cin